# Liste de prénoms en français
Cet article présente une liste de prénoms français, sur les plus de 12 000 prénoms recensés dans L'Officiel des prénoms 2024 (vingt fois plus qu'en 1900, avec une augmentation du stock de prénoms depuis que la loi française du 8 janvier 1993 a assoupli la législation en matière de prénoms).
Seuls sont ici répertoriés les formes françaises et les prénoms traditionnellement français, d'un usage ancien et attesté, quelle que soit leur origine linguistique (germanique, latine, vétérotestamentaire, grecque, etc.). Sont exclus les prénoms étrangers et les formes étrangères de prénoms français, même utilisés en France et dans les pays et régions francophones.
(m) masculin ;
(f) féminin ;
(x) mixte ; 

- (x) Prénom : origine et signification

## Prénoms féminins

### A
- (f) Abdonie ou Abdonise : féminins d'Abdon
- (f) Abeline ou Abélie ou Abelle : féminins d'Abel
- (f) Abigaëlle ou Abigail : d'un usage récent en France (après 1970), de l'hébreu אביגיל, avigáyil, qui signifie « père de la joie » ou « (mon) père se réjouit »
- (f) Acacie ou Acaciane : féminins d'Acace
- (f) Acanthe : variante d'Acacie
- (f) Adalbaude
- (f) Adegrine : féminin d'Adegrin
- (f) Adélaïde : du germanique adal- « noble » et haid- « lande, bruyère »
- (f) Adèle : comme Adèlaïde, issu du vieux haut allemand adal- « noble »
- (f) Adélie ou Adélice : variantes d'Adèle
- (f) Adeline : diminutif d'Adèle
- (f) Adeltrude : du germanique adal qui signifie « noble » et trud, « fidèle »
- (f) Adolphine ou Adolphie : féminin d'Adolphe
- (f) Adonise  ou Adonie : féminin d'Adonis
- (f) Adrastée : du grec adrásteia qui signifie « de qui on ne peut échapper »
- (f) Adrehilde : du germanique adal qui signifie « noble » et hild « combat »
- (f) Adrienne : féminin d'Adrien
- (f) Agathe : du grec agathos qui signifie « bon, brave au combat »
- (f) Agilberte : féminin d'Agilbert
- (f) Aglaé : du grec aglaia qui signifie « éclat, rayonnante de beauté, parure »
- (f) Agnane ou Aignane : féminins d'Aignan
- (f) Agneflète : du grec agnê qui signifie « chaste, innocent » et fletus, « pleuré »
- (f) Agnès : du grec agnê féminin de agnos signifiant « pure, chaste »
- (f) Agrippine : féminin d'Agrippin
- (f) Aigline ou Aygline : du latin aquilinus,qui signifie « d'un aigle » ou  « aquiline »
- (f) Aimée : féminin d'Aimé
- (f) Alaine : féminin d'Alain
- (f) Alaïs : dérivé d' Adélaïde
- (f) Albane : féminins d'Alban
- (f) Albérade
- (f) Albérique : féminin de Albéric
- (f) Alberte : féminin d'Albert
- (f) Albertine
- (f) Alcidie : féminin d'Alcide
- (f) Alcine : sans doute issu du grec alke qui signifie « confiant dans sa force »
- (f) Alcyone : du grec háls qui signifie « la mer » et de kyôn « concevoir »
- (f) Aldegonde : du vieux haut allemand adal qui signifie « noble » et gund voulant dire « guerre »
- (f) Aleth ou Alèthe : probablement d'origine germanique.
- (f) Alexandrine : variante d'Alexandra
- (f) Alexanne : du grec alexein, qui signifie « défendre », « repousser »
- (f) Alexine ou Alexane ou Alexiane : féminins d'Alexis
- (f) Alice : de l'anthroponyme germanique Adalhaid, formé des éléments adal- « noble » et haid « lande, bruyère »
- (f) Aliénor : d'origine germanique
- (f) Aliette : possible origine germanique de adal qui signifie « noble »
- (f) Aline : diminutif d'Adeline lui-même dérivé de Adèle, du germanique adal « noble »
- (x) Alix : variante d'Alice
- (f) Alizé : du castillan alisios (lui-même issu du latin alisus) qui signifie « vents tropicaux » (cf. Alizé)
- (x) Aloïse : du germanique al qui signifie « tout » et wis, qui veut dire « sage, savant, lettré »
- (f) Aloyse : variante d'Aloïse
- (f) Alphonsine ou Alphonsie : féminins d'Alphonse
- (f) Althée : du latin althea qui signifie « mauve »
- (f) Amalberge ou Amauberge : du germanique amal « actif, zélé, laborieux»  et burgis « protection, sauvegarde »
- (f) Amalthée : du grec kepas amaltheas qui signifie « corne d'abondance »
- (f) Amande : féminin d'Amand
- (f) Amandine : féminin d'Amandin
- (f) Amante : féminin d'Amant
- (f) Amarande : variante d'Amaranthe
- (f) Amaranthe : du grec amaranthos qui signifie « qui ne se flétrit pas »
- (f) Amaryllis : du nom de femme d'origine grecque Amarullis, d'étymologie obscure, probable création littéraire
- (x) Ambre ou Ambrine : variantes d'Ambroisie
- (f) Ambroisie ou Ambroisine : féminins d'Ambroise
- (f) Améliane : variante d'Amélie
- (f) Amélie : du germanique Amalia, de amal « travail » ou « courageux »
- (f) Ameline : du germanique amal, qui signifie « travail »
- (f) Améthyste : du grec améthystos qui signifie littéralement « ne pas être ivre » ou « protégé de l'ivresse »
- (f) Amicie : du latin Amicia, de amicus, amica qui signifie « ami, amie »
- (f) Aminte : sans doute du latin amor, qui signifie amour ou amans « qui aime »
- (f) Anaëlle : féminin d'Anaël
- (f) Anaïs : variante d'Anne
- (f) Anastasie ou Anastasiane : féminins d'Anastase
- (f) Anatolie ou Anatoline : féminins d'Anatole
- (f) Anceline : féminin d'Ancelin
- (f) Andrée : féminin d'André
- (f) Anémone : du grec anemos signifiant « vent» (l'anémone renvoyant à la fleur du vent en français)
- (f) Angadrême : du germanique angil qui signifie « lame » et drugan, « combattre »
- (f) Angèle : du grec agellos qui signifie « messager »
- (f) Angeline : variante d'Ange
- (f) Angélique : variante d'Ange
- (f) Angilberte : féminin d'Angilbert
- (x) Anicée : variante d'Anicet et Anicette
- (f) Anicette : féminin d'Anicet
- (f) Annabelle ou Anabelle : croisement de Anne et de Isabelle
- (x) Anne et ses dérivés Anne-Marie, Anne-Sophie, etc. : de l'hébreu חנה, hannah qui signifie « grâce »
- (f) Annette ou Annick ou Annie : variantes d'Anne
- (f) Annonciade : référence aux Sœurs de l'Annonciade
- (f) Ansberte : féminin de Ansbert
- (f) Anstrudie : du germanique ans qui signifie « divinité » et trud, « fidèle »
- (f) Anthelmette ou Anthelmine : féminins d'Anthelme
- (f) Antigone : du grec anti signifiant « qui s'oppose » et gónê, « semence »
- (f) Antoinette : féminin d'Antoine
- (f) Antonine : féminin d'Antonin
- (f) Apolline ou Apollonie : féminins d'Apollinaire, du latin Apollinaris. Du dieu grec Apollon. Appoline est une variante fautive.
- (f) Aquiline : féminin d'Aquilin
- (f) Arabelle : du latin orabilis qui signifie « céder à la prière, exaucer »
- (f) Arcadie ou Arcadiane : féminins d'Arcade
- (x) Archange : du grec ancien arkhê (ἀρχή) qui signifie « commencement, commandement » et angelos (ἄγγελος), « messager ».
- (f) Argine : nom de la dame de trèfle dans un jeu de cartes traditionnelles, anagramme du latin regina, « reine »
- (f) Ariane : du grec ariandanein qui signifie « être séduisant »
- (f) Aricie : du grec aristos qui signifie « le meilleur »
- (f) Arlette
- (f) Armance : variante d'Armande
- (f) Armande : féminin d'Armand
- (f) Armandine ou Armandie : variantes d'Armande
- (f) Armeline : variante d'Armelle
- (f) Armide : prénom de la célèbre magicienne sarrasine, amante de Renaud, dans l'épopée la Jérusalem Délivrée de Torquato Tasso
- (f) Armelle : féminin d'Armel
- (f) Arnaude : féminin d'Arnaud
- (x) Arsinoé : variante d'Arsène ou féminin d'Arsène.
- (f) Arthémise ou Artémise : de Artemis, déesse de la chasse
- (f) Arthurine : féminin d'Arthur
- (f) Asceline : féminin d'Ascelin
- (f) Astarté : variante d'Esther qui signifie « étoile  »
- (f) Astérie : du grec asteria qui signifie « étoile »
- (f) Astrée : du grec Astraiê dérivé de astraios qui signifie « étoilé »
- (f) Athalie : de l'hébreu athalia qui signifie « rosée de Dieu »
- (f) Athanasie : féminin d'Athanase
- (f) Athénaïs : dérivé d'Athéna
- (f) Aube : du latin alba, « blanche » (le prénom Alba est emprunté à l'italien ou à l'espagnol)
- (f) Aubertine : variante d'Alberte
- (f) Aude ou Aulde : du germanique Alda dérivé de ald, « âgé, sage »
- (f) Audrey : du vieil anglais Aethelthryth, de aethel, « noble » et thryth, « force, puissance »; latinisé au Moyen Âge en Etheldreda
- (f) Audeline ou Audette : variantes d'Aude
- (f) Augustine : féminin d'Auguste.
- (f) Aure : du latin aura qui signifie « brise »
- (f) Aurélie : du nom de femme Aurelia et nom d'une importante famille romaine, souvent rattaché au latin aurum qui signifie « or »
- (f) Aurélienne : féminin d'Aurélien
- (f) Aurelle : féminin d'Aurèle
- (f) Auriane : variante d'Oriane
- (f) Aurore : du nom de la déesse latine du jour Aurora, « l'aurore »
- (f) Auxane : féminin d'Auxence
- (f) Aveline : du latin abellana qui signifie « aveline, noisette »
- (f) Avigaëlle : variantes de Abigaëlle
- (f) Avoye  ou Avoie
- (f) Axeline ou Axellane : dérivés d'Axelle
- (f) Axelle : féminin d'Axel
- (f) Aymardine : féminin d'Aymard
- (f) Aymonde : variantes de Raymonde
- (f) Aymone : féminin de Aymon de haim, « maison, foyer »
- (f) Azalaïs : variante occitane d'Adélaïde
- (f) Azalée : du grec azaleos qui signifie « desséché »
- (f) Azélie ou Azelle : variantes d'Adèle
- (f) Azeline : variante d'Adeline

### B
- (f) Barbe : du grec barbara qui signifie « barbare, étrangère »
- (f) Basilisse : du grec basileus qui signifie « roi »
- (f) Bathilde : du germanique bald, « audacieux » et hild, « combat  »
- (f) Baptistine : féminin de Baptistin
- (f) Béatrice ou Béatrix : du latin beatus qui signifie « bienheureux »
- (f) Bénédicte : du latin benedictus, qui signifie « béni »
- (f) Benoîte : féminin de Benoît
- (f) Bérengère (ou Bérangère) : féminin de Béranger
- (f) Bérénice : emprunté au grec Berenikê, forme dialectale de Pherenikê, de Pherein, « qui apporte » et de nikê, « victoire »
- (f) Bernadette : féminin de Bernard
- (f) Berthe : du germanique berht qui signifie « brillant, illustre »
- (f) Bertille  ou Berthilde : variante de Berthe
- (f) Bertrande : féminin de Bertrand
- (f) Beuve
- (f) Bibiane : variante de Viviane
- (f) Blanche : féminin de l'adjectif blanc, du germanique blank, « brillant, clair »
- (f) Blandine : du latin blandus qui signifie « caressant, doux, flatteur »
- (f) Bonne : du latin bonus, bona qui signifient « bon », « bonne »
- (f) Brigitte : d'un nom d'origine gaélique, Brighid, ancienne déesse du panthéon irlandais.
- (f) Brune : féminin de Bruno
- (f) Brunehaut
- (f) Brunehilde : du germanique Bryn, « armure » et Hild, « combat »
- (f) Brunelle : variante de Brune
- (f) Brunissende

### C
- (f)  Calixtine : forme féminine de Calixte
- (x) Calliste
- (x) Camille : du latin camillus, l'assistant du prêtre romain pendant qu'il faisait le sacrifice
- (f) Candide
- (f) Capucine : de la fleur éponyme
- (f) Carine : du latin carina, diminutif de cara signifiant « chère, aimée »
- (f) Carole : du latin médiéval Carola , féminin de Carolus, nom d'origine germanique qui a donné Charles
- (f) Caroline : vient de Carolina, dérivé de Carola
- (x) Cassandre : dans la mythologie grecque, Cassandre (en grec ancien Κασσάνδρα / Kassándra) est la fille de Priam et d'Hécube.
- (f) Cassiopée
- (f) Castille : se réfère peut-être à l'ancien royaume de Castille, en péninsule ibérique
- (f) Catherine : du grec katharos qui signifie pur
- (f) Cécile : du latin caecili qui signifie aveugle ; Caecilii est le patronyme d'une illustre famille romaine du IIIe siècle av. J.-C.
- (x) Céleste du latin Caelestis qui signifie « qui vient du ciel »
- (f) Célestine
- (f) Céline : diminutif de Marceline ou issu du latin Caelina, par l'intermédiaire de Caelia, Caelius, de caelum, « ciel »
- (f) Cerise
- (x) Chantal : cas singulier d'un nom de famille français devenu prénom : Chantal est le patronyme de Jeanne Frémyot de Chantal, grand-mère de la marquise de Sévigné
- (f) Charlène ou Charlaine : emprunt à l'anglais Charlene, un des féminins de Charles
- (f) Charline : dérivé féminin de Charles
- (f) Charlotte : féminin de Charlot, diminutif de Charles
- (f) Christelle ou Chrystèle
- (f) Christiane : féminin de Christian
- (f) Christianne variant de Christiane
- (f) Christine : du latin Christiana, féminin de Christianus qui dérive de Christus, « Christ »
- (f) Claire : du latin clara, féminin de Clarus, surnom romain  qui signifie « brillant, éclatant  »
- (x) Claude : du latin Claudius, de l'adjectif claudus, « boiteux »
- (f) Claudette : féminin (diminutif) de Claude
- (f) Claudine : variante de Claude
- (f) Clarisse : du latin médiéval Clarissa dérivé du latin classique Clara, « brillant, illustre »
- (f) Clélie : du latin cluere, qui signifie « avoir de la renommée ».
- (f) Clémence : du latin clementia, « indulgence », dérivé de l'adjectif clemens qui signifie « bon, indulgent »
- (f) Clémentine : féminin de Clément ou variante de Clémence
- (f) Clotilde ou Clothilde : du germanique Hlod(h)ilda ou Hlot(h)ilda signifiant « gloire et combat »
- (f) Colette : dérivé de Nicole, Nicolette
- (f) Coline
- (f) Colombe : du latin columba,  « pigeon », à l'origine du français colombe
- (f) Constance
- (f) Constantine : dérivé de Constantin
- (f) Coralie : dérivé de Cora
- (f) Coraline : dérivé de Coralie
- (f) Corentine : féminin de Corentin.
- (f) Corinne : du nom d'une poétesse grecque du VIe siècle av. J.-C.
- (f) Cunégonde : d'origine germanique
- (f) Cyrielle

### D
- (f) Danielle : féminin de Daniel
- (f) Danièle : variante de Danielle
- (f) Daphné : emprunté au grec Daphnê, nymphe et au sens propre, « laurier »
- (f) Dauphine : variante de Delphine
- (f) Delphine : féminin de Delphin
- (f) Denise : féminin de Denis
- (f) Déotille
- (f) Désirée : féminin de Désiré
- (f) Diane : du latin Diana, nom d'une déesse de la chasse.
- (f) Dieudonnée : féminin de Adéodat et Dieudonné.
- (x) Dominique : du latin Dominica, de l'adjectif dominicus qui signifie « du maître, du seigneur » et qui a pris la valeur spirituelle « qui est béni du Seigneur »
- (f) Domitille : du latin Domitilla, de Domitius, nom d'une importante famille romaine
- (f) Donatienne : féminin de Donatien
- (f) Doriane : féminin de Dorian.
- (f) Dorine
- (x) Dorothée : du grec Dôrothea, formé par inversion de Theodôra, de dorôn, « don » et theos, « Dieu », soit « don de Dieu »
- (f) Douce
- (f) Douceline

### E
- (f) Edmée : féminin de Edme
- (f) Edmonde
- (f) Églantine : du nom de la fleur lui-même dérivé de aiglent, nom du fruit de l'églantier. Issu du latin aculentum, muni d'épines
- (f) Eglé : du grec Aeglé, la Brillante (Hespéride)
- (f) Éléonore : variante tardive en langue d'oïl d'Aliénor
- (f) Éliane : dérivé de Elianus ou Hélianus, du grec Hêlios, soleil
- (f) Éliette : féminin d'Élie
- (f) Élisabeth : de l'hébreu אֱלִישֶׁבַע, mon Dieu est serment, ou mon Dieu est plénitude
- (f) Élise
- (f) Élodie : du germanique ali-, autre, étranger et -od, bien, richesse, dérivé de Alodie
- (f) Éloïse : variante d'Héloïse
- (f) Elvire : d'origine incertaine, peut-être germanique
- (f) Émeline ou Emmeline ou Émelyne : pure, sans ennemi, sans problème ; ou variante d'Ameline, du germanique amal, labeur
- (f) Émérance ou Émérentienne : du latin emereo, mériter
- (f) Émérencie : du latin emereo, mériter
- (f) Émérencienne : du latin emereo, mériter
- (f) Émilie : féminin d' Émile
- (f) Émilienne
- (f) Emmanuelle : de l'hébreu Dieu est avec nous ; féminin d'Emmanuel
- (f) Enimie
- (f) Épiphanie
- (f) Éponine : dérivé du nom de la déesse gauloise Épona.
- (f) Ernestine : féminin de Ernest
- (f) Estelle : du latin stella qui signifie étoile
- (f) Étiennette : féminin de Étienne
- (f) Eudoxie : du grec eu, bien, et doxa, la doctrine
- (f) Eugénie : féminin d'Eugène
- (f) Eulalie
- (f) Euphrasie
- (f) Euphrosine : variante d'Euphrosyne.
- (f) Eurydice
- (f) Eusébie
- (f) Évangéline
- (f) Ève : emprunté au grec biblique Eva ou Heva, transcription de l'hébreu H'awwah, vivre
- (f) Éveline : féminin de Évelin
- (f) Évelyne : souvent considéré comme un diminutif de Eve, mais plus probablement issu du germanique Avila, remerciement

### F
- (f) Fabienne : féminin de Fabien
- (f) Fanchon : diminutif de Françoise
- (f) Fanny
- (f) Fantine
- (f) Faustine
- (f) Félicie ou Félicité : du latin felix qui signifie joyeux, chanceux
- (f) Fernande : féminin de Fernand
- (f) Firmine : féminin de Firmin
- (f) Flamine : du latin Flaminia, de flamen, flamine, mot désignant un prêtre romain
- (f) Flavie : féminin de Flavien
- (f) Fleur
- (f) Flore
- (f) Florence : féminin de Florent
- (f) Florentine : féminin de Florentin
- (f) Florie : floraison en latin ; féminin de Florian
- (f) Florine
- (f) Fortunée : féminin de Fortuné
- (x) France : du latin francus, signifiant libre
- (f) Francette : dérivé de France
- (f) Françoise : féminin de François
- (f) Francine
- (f) Frédérique : féminin de Frédéric

### G
- (f) Gabrielle
- (f) Gaëlle
- (f) Garance
- (f) Geneviève
- (f) Georgette : féminin de Georges
- (f) Géraldine
- (f) Gerberge
- (f) Germaine
- (f) Gersende
- (f) Ghislaine : féminin de Ghislain
- (f) Gilberte : féminin de Gilbert
- (f) Ginette
- (f) Gisèle ou Giselle : du germanique gisl qui signifie otage
- (f) Gismonde : d'origine germanique, peut-être dérivé de Sigismond
- (f) Godeleine et ses variantes Godelieve, Godeliève, Godelaine ou Godelive
- (f) Grâce
- (f) Graciane : du nom d'homme Gratianus, dérivé de gratia, faveur, charme, grâce
- (f) Gracieuse
- (f) Gratienne : féminin de Gratien
- (f) Guenièvre
- (f) Guillemette : féminin de Guillaume. Une variante est Guilhemine.
- (f) Guyonne : féminin de Guy
- (f) Gustavine ou Gustaphine : féminins de Gustave
- (f) Gwenaëlle : féminin de Gwenaël
- (f) Gwendoline

### H
- (f) Harmonie
- (f) Hadrienne
- (f) Havoise ou Hawise : du germanique Hadu, bataille ou combat et wid, sauvage ou bois
- (f) Hélène : du grec hélê, qui signifie éclat du soleil
- (f) Héliette : dérivé de Hélie
- (f) Hélisende  ou Helissende ou Hélisenne : vraisemblablement d'origine germanique
- (f) Héloïse : du germanique hail, qui signifie robuste ou sain et wid qui veut dire bois
- (f) Henriette : féminin d'Henri
- (f) Henryane ou Henryanne : féminin d'Henri
- (f) Hermance
- (f) Hermine
- (f) Herminie
- (f) Hermione
- (f) Hersende : d'origine germanique
- (x) Hippolyte : du grec hippólutos, qui signifie qui délie les chevaux
- (f) Honorine : du latin honoratus, « honorée, digne d'honneurs »
- (f) Hortense  ou Hortensia : du latin Hortensius, d'une grande famille romaine, dérivé du mot hortus, le jardin
- (f) Huguette : féminin de Hugues

### I
- (f) Iphigénie
- (f) Irène : du grec irini qui signifie paix
- (f) Iris
- (x) Isabeau
- (f) Isabelle : forme ibérique d'Élisabeth
- (f) Isaure
- (f) Iseult ou Isolde
- (f) Ismérie

### J
- (f) Jacinthe : désignant une fleur, féminin de Hyacinthe
- (f) Jackie : féminin de Jacky
- (f) Jacqueline
- (f) Jade
- (f) Jeannette : féminin de Jeannot
- (f) Jeannine ou Jeanine ou bien encore Janine
- (f) Jeanne : féminin de Jean
- (f) Jeanne d'Arc
- (f) Jehanne, Jehane ou Johane : formes anciennes (vieux français) de Jeanne
- (f) Jocelyne : féminin de Jocelyn
- (f) Joëlle : féminin de Joël
- (f) Josèphe : féminin de Joseph
- (f) Joséphine
- (f) Josette
- (f) Josiane
- (f) Judith : de l'hébreu יהודית, yehudit, « judéenne, juive »
- (f) Julie : du latin Julia, féminin de Julius, à l'origine de Jules
- (f) Juliette : adaptation du bas latin Julitta, diminutif de Julia
- (f) Justine : féminin de Justin

### L
- (f) Lambertine : dérivé de Lamberte
- (f) Laure : du latin laurus, « laurier »
- (f) Laureline : dérivé de Laure
- (f) Laurence : féminin de Laurent
- (f) Lauriane ou Laurianne ou Loriane : dérive de Laure
- (f) Laurine : variante de Laure
- (f) Léocadie : du grec λευκός ,  « blanc, brillant », issu du prénom latin "Leocadia"
- (f) Léonie : diminutif de Léonne
- (f) Léonne ou Léone ou Léontine : féminins de Léon.
- (f) Léopoldine : féminin de Léopold, du germanique liut, « peuple » et bald, « audacieux »
- (f) Liberte : féminin de Libert
- (f) Lilas
- (f) Liliane
- (f) Line
- (f) Lise
- (f) Liseron
- (f) Lorraine : du nom de région Lorraine, du latin Lothari regnum, « royaume de Lothaire », du germanique Hlod, « gloire» et hari, « armée »
- (f) Louane ou Louanne : d'origine celtique, dérivé d'Elouan
- (f) Louise : féminin de Louis.
- (f) Louisette : diminutif de Louise
- (f) Luce : du latin lux, lucis, « lumière »
- (f) Lucette : diminutif de Luce
- (f) Lucie : du latin Lucia, de lux, lucis, « lumière »
- (f) Lucienne : féminin de Lucien
- (f) Lucille ou Lucile : variantes de Lucie
- (f) Ludivine ou Ludovine : du germanique lind, « doux » et win, « ami ».
- (f) Lydie : du latin Lydia, emprunté au grec Ludia signifiant « originaire de Lydie ( Asie Mineure) »

### M
- (f) Maclovie : féminin de Malo ou Maclou
- (f) Madeleine
- (f) Mado : diminutif de Madeleine
- (f) Maëlle
- (f) Magali : forme dérivée de Marguerite
- (f) Magdeleine : variante de Madeleine en ancien français
- (f) Maguelone ou Maguelonne : hypocoristique occitan de Marguerite.
- (f) Mahaut ou Mahault : formes dérivées de Mathilde
- (f) Manon : dérivé de Marie
- (f) Marcelle : féminin de Marcel
- (f) Marceline : féminin de Marcel
- (f) Marcelline : féminin de Marcellin
- (f) Margot ou Margaux : diminutifs de Marguerite
- (f) Marguerite : du grec margiritis, qui signifie « perle »
- (f) Marianne ou Mariane : composés des prénoms Marie et Anne
- (f) Marie et ses dérivés composés Marie-Ange, Marie-Bernard, Marie-Cécile, Marie-Chantal, Marie-Charlotte, Marie-Christine, Marie-Claire, Marie-Claude, Marie-Élisabeth, Marie-Ève, Marie-France, Marie-Françoise, Marie-Hélène, Marie-Isabelle, Marie-Jeanne, Marie-Laure, Marie-Laurence, Marie-Liesse, Marie-Louise, Marie-Madeleine, etc. : de l'araméen miryam, maryam (voir Myriam, sœur de Moïse et d'Aaron, et Marie, mère de Jésus de Nazareth).
- (f) Mariette : dérivé de Marie
- (f) Marine : dérivé en -ina du latin mare « mer »
- (f) Marinette : hypocoristique de Marine
- (f) Marion : hypocoristique en -on de Marie
- (f) Marjolaine
- (f) Marjorie
- (f) Marlène : forme contractée de Marie-Hélène (comme Mylène) ou de Marie-Madeleine
- (f) Marthe
- (f) Martine : féminin de Martin
- (f) Maryse
- (f) Maryvonne : forme contractée de Marie-Yvonne
- (f) Mathilde : du germanique maht et hild, qui signifient « force, puissance » et « combat ».
- (f) Mathurine : féminin de Mathurin
- (f) Maud : forme populaire anglicisée de Mathilde
- (f) Mauricette : féminin de Maurice.
- (f) Maxellende : du latin maximus « le plus grand » et lenire « adoucir »
- (x) Maxime
- (f) Maximilienne
- (f) Maxine
- (f) Maylis
- (f) Mélanie : du grec melanos, signifiant « noir »
- (f) Mélisse : du grec melissa qui signifie « abeille » ou de 'meli' qui veut dire 'miel'
- (f) Mélisande ou Mélisende : du germanique mel- « miséricordieux » et -sind « voie, chemin, voyage ».
- (f) Mélissandre ou Mélisandre
- (f) Mélodie
- (f) Mélusine : d'après la fée homonyme. Probablement une altération de mère Lucine, du latin mater lucina
- (f) Messaline
- (f) Michèle ou Michelle ou Micheline : féminins de Michel
- (f) Mireille
- (f) Modestie
- (f) Modestine
- (f) Moïsette : féminin de Moïse
- (f) Monique
- (f)    Montaine : du latin Montana, « relatif à la montagne, montagnarde ». Sainte Montaine est la sainte patronne de la Sologne.
- (f) Murielle : emprunté à l'anglais Muriel, adapté du nom écossais Muireall, en irlandais Muirgheal, de muir, « mer » et eall, gheal, « brillant »
- (f) Mylène : forme contractée de Marie-Hélène
- (f) Myrtille

### N
- (f) Nadège
- (f) Nadine
- (f) Naïs : forme dérivée d'Anaïs
- (f) Nantilde ou Nantechilde : prénom d'origine germanique
- (f) Nathalie ou Natalie : du latin natalis qui signifie jour de naissance
- (f) Nicole ou Nicolette : féminins de Nicolas
- (f) Nine ou Ninon
- (f) Noëlle : féminins de Noël
- (f) Noélie : du latin natalis (jour de naissance) ou de l'hébreu immanouel (Dieu est avec nous)
- (f) Noémie : de l'hébreu נעמי, naomi, qui signifie aimable, agréable, gracieuse

### O
- (f) Océane : féminin de Océan
- (f) Octavie : féminin de Octave
- (f) Odette
- (f) Odile : du germanique richesse.
- (f) Olive
- (f) Olympe ou Olympie
- (f) Ombline ou Ombeline
- (f) Ondine : du latin unda (onde) suivi du suffixe -ine.
- (f) Ophélie : du grec ophelia qui signifie celle qui aide.
- (x) Orégane : du celtique aour he gen, qui signifie visage d'or. Peut également être orthographié Aurégane selon sa racine latine aurus signifiant "or".
- (f) Oriande
- (f) Oriane
- (f) Orlane : peut-être dérivé de Rolande
- (f) Othilie : forme dérivée d'Odile

### P
- (f) Palmyre : du latin Palmyra provenant du grec Palmura, de la ville de Palmyre en Syrie, aujourd'hui Tadmur
- (f) Pascale ou Pascaline : féminins de Pascal
- (f) Paule : féminin de Paul
- (f) Paulette : diminutif de Paule
- (f) Pauline : dérivé de Paule
- (f) Pécine
- (f) Pélagie
- (f) Pénélope
- (f) Pernelle
- (f) Perrine
- (f) Pétronille
- (f) Philippine : féminin de Philippe
- (x) Philomène
- (x) Philothée
- (f) Pierrette : féminin de Pierre
- (f) Pomme
- (f) Primerose
- (f) Priscille ou Prisque : du latin priscus, antique
- (f) Prudence (en)
- (f) Prune
- (f) Prunelle ou Prunille : formes dérivées de Prune
- (f) Pulchérie : du latin pulcher, pulcheris qui signifie beau

### Q
- (f) Quentine : féminin de Quentin
- (f) Quiterie  ou Quitterie : altération de Guiterie, du germanique "wid(o)" qui signifie "bois" (latinisé en Guiterius, Guiteria)

### R
- (f) Radegonde : du germanique rad et gund, conseil et guerre
- (f) Raphaëlle : féminin de Raphaël
- (f) Raymonde : féminin de Raymond
- (f) Régine : du latin regina, reine
- (f) Reine : transposition française de regina
- (f) Réjeanne ou Réjane : variantes de Régine
- (f) Renée : féminin de René
- (f) Richarde : féminin de Richard
- (f) Richilde
- (f) Rictrude
- (f) Rigoberte : féminin de Rigobert
- (f) Roberte : féminin de Robert
- (f) Rolande : féminin de Roland
- (f) Romane : féminin de Roman ou Romain
- (f) Rosalie : du latin rosaria, qui signifie jardin des roses.
- (f) Rose : du latin rosa, rose ; Sainte Rose était le symbole de l'amour et de la pudeur.
- (f) Roseline ou Roselyne : composé de Rose et de Line (lui-même diminutif de Caroline ou Adeline)
- (f) Rosemonde
- (f) Rosette
- (f) Rosine : diminutif de Rose
- (f) Roxane
- (f) Roxelane

### S
- (f) Sabine : du latin sabinus, qui signifie appartenant au peuple des Sabins, voisins des premiers Romains au temps de la fondation de Rome
- (f) Savine : variant de Sabine ou féminin de Savin
- (f) Sandrine : hypocoristique d'Alexandrine
- (x) Scholastique
- (f) Ségolène : forme méridionale d'un anthroponyme germanique, Sigolind, de sig, victoire et lind, doux, tendre
- (f) Séphora : de l'hébreu tsipór (ציפור), oiseau
- (f) Séraphine : féminin de Séraphin
- (f) Servane : féminin de Servan
- (f) Séverine : du latin severus, grave. Severus est aussi le nom d'une famille ibéro-romaine qui a donné à Rome et à Byzance plusieurs empereurs.
- (f) Sibylle : les sibylles étaient dans le monde grec des personnes aux dons prophétiques et divinatoires
- (f) Sidonie : féminin de Sidoine
- (f) Simone : féminin de Simon
- (f) Simonne
- (f) Sixtine : du latin sixtus, le sixième
- (f) Solange : du latin solemnis, solennel
- (f) Soline ou Solène ou Soleine ou Solenn : du latin solemnis, fête ou solennité
- (f) Sophie : du grec sophia, sagesse
- (f) Stéphanie : féminin de Stéphane
- (f) Suzanne : de l'hébreu שושנה, shoshannah, lis, symbole de la pureté, ou, selon le contexte, rose
- (f) Suzelle : forme dérivée de Suzanne
- (f) Suzette
- (f) Suzie
- (f) Suzon : dérivé de Suzanne
- (f) Sylviane ou Sylvaine : féminin de Sylvain
- (f) Sylvie : du latin silva qui signifie forêt
- (f) Sylvette : diminutif de Sylvie
- (f) Symphorine ou Symphorienne : formes féminines de Symphorien

### T
- (f) Thalie : du grec ancien Θάλεια, Tháleia
- (f) Théodosie : du grec Theodosia, don de dieu.
- (f) Thérèse : dériverait du grec Thera, nom d'une île grecque (Santorin), à travers l'espagnol Teresa
- (f) Tiphaine : du grec Theophaneia, c'est-à-dire « apparition, manifestation de Dieu »

### U
- (f) Uranie : forme féminine d'Uranus
- (f) Urielle : de l'hébreu, est proche d'Arielle
- (f) Ursule
- (f) Ursuline

### V
- (f) Valentine : féminin de Valentin
- (f) Valérie : du latin valère qui signifie être bien portant. Valerius était le nom d'une famille romaine célèbre au IIe siècle
- (f) Valériane
- (f) Véronique : du grec phérô, je porte et nikê, la victoire
- (f) Victoire ou Victorine : du latin victor qui signifie victorieux, victorieuse
- (f) Vincente : féminin de Vincent
- (f) Vinciane : même racine que Vincent
- (f) Violaine
- (f) Violette : du latin viola qui signifie la violette
- (f) Virginie : du latin virgo qui signifie vierge
- (f) Viviane : du latin viviana qui signifie ardente, ou de vivo, vivere qui veut dire vivre

### X
- (f) Xavière : féminin de Xavier

### Y
- (f) Yolande  ou Yolaine : origine incertaine, peut-être du latin viola, la violette
- (f) Ysaline : étymologie incertaine, peut-être une forme dérivée d'Élisabeth ou d'Eusébie
- (f) Ysance
- (f) Yseult : variante d'Iseult
- (f) Yvette : féminin d'Yves
- (f) Yvonne : féminin d'Yvon

### Z
- (f) Zélie : probablement forme altérée de Célie
- (f) Zénaïde : contient le radical Zeus (souverain des dieux), et du grec Zênodôros, don de Zeus
- (f) Zéphirine ou Zéphyrine : féminin de Zéphirin ou Zéphyrin
- (f) Zoé : du grec Zôê « vie »

## Prénoms masculins

### A
- (m) Abel : d'après le personnage biblique
- (m) Abélard : variante d'Abel
- (m) Abelin : variante d'Abel
- (m) Abraham : d'après le personnage biblique
- (m) Absalon : de l'hébreu abba qui signifie « père » et shalom « paix », c'est-à-dire « père de la paix »
- (m) Acace : du grec acacia « innocence »
- (m) Achaire : du grec akos « remède »
- (m) Achille : du nom d'un des héros de l'Iliade, épopée homérique
- (m) Adalbéron : du germanique adal « noble » et beran, bern « ours »
- (m) Adam : d'après le personnage biblique
- (m) Adegrin ou Aldegrin : du germanique adal « noble » et grin « cruel »
- (m) Adelin ou Andelin : du germanique adal « noble » et lind « doux »
- (m) Adelphe : du grec adelphos « frère »/"sœur"
- (m) Adenet : variante d'Adam
- (m) Adéodat : du latin a Deo datus « donné par Dieu »
- (m) Adhémar ou Aldémar : du germanique adal « noble » et mar « illustre »
- (m) Adolphe : du germanique adal « noble » et wolf « loup »
- (m) Adrien : du latin Hadrianus, adjectif dérivé de Hadria, ville de Vénétie qui a donné son nom à la mer Adriatique
- (m) Agapet : du grec agapê « amour »
- (m) Agathange : du grec agathos « bon, courageux » et angelos « messager », c'est-à-dire « qui apporte de bonnes nouvelles »
- (m) Agathon : masculin d'Agathe, du grec agathos « bon, courageux »
- (m) Agilbert : du germanique ghil « otage » et berht « brillant »
- (m) Agnan ou Aignan ou Agnel : du grec agnos « innocent, chaste »
- (m) Agrippin : du latin agripeta « propriétaire »
- (m) Aimable : du latin amabilis « qui mérite d'être aimé »
- (m) Aimé : du latin amatus « aimé (de Dieu) »
- (m) Aimery : du germanique haim, maison et ric, riche, puissant
- (m) Alain : origine incertaine, peut-être de l'indo-européen alun « beau, harmonieux »
- (m) Alban : du nom d'homme romain Albanus, originaire d'Albe (Alba du pré-indo-européen alb ou alp, hauteur, montagne)
- (m) Albéric ou Aubérie : du germanique adal « noble », behrt « célèbre » et rik « puissant »
- (m) Albert ou Albertet ou Aldebert ou Aubert ou Aubertin : du germanique adal « noble » et behrt « célèbre »
- (m) Albin : du nom d'homme latin Albinus, de albus, blanc
- (m) Alcibiade : du grec Alcibiades, dérivé de alke « force », c'est-à-dire « confiant dans sa force »
- (m) Alcide ou Alcée : du grec alke « force »
- (m) Alcime : du latin alcimus « vaillant »
- (m) Aldonce : du germanique ald « ancien »
- (m) Aldéric : du germanique ald « ancien » et rik« puissant »
- (m) Aleaume : du germanique adal « noble » et helm « casque »
- (m) Alexandre : du grec alexein « repousser » et aner, andros « homme, guerrier », c'est-à-dire « celui qui repousse les guerriers »
- (x) Alexis : du grec alexein « repousser » (cf. Alexandros)
- (x) Alix : à l'origine féminin mais qui est désormais épicène, variante d'Alice
- (m) Alliaume : dérivé d'Aleaume
- (m) Almine : du latin almus « qui nourrit, bienfaisant »
- (m) Almire : du germanique helm « casque » et mar « célèbre »
- (m) Aloïs ou Aloys : du germanique al « tout » et wis « savant, lettré ». C'est une variante d'Aloïse
- (m) Alphée : du grec alpha d'Alphée, dieu-fleuve dans la mythologie grecque
- (m) Alphonse : emprunt à l'espagnol Alfonso, du germanique adal « noble » et funs « rapide »
- (m) Alpinien : du latin alpinianus, nom porté par un saint
- (m) Alverède : du germanique alb « elfe » et rad « conseil »
- (m) Amaury : du germanique amal « actif, zélé, laborieux» et rik « puissant »
- (m) Amandin : du latin amandus « aimable »
- (m) Amant, Amand ou Amance : du latin amans « qui aime »
- (m) Ambroise : du grec ambrotos « immortel »
- (m) Amédée ou Amadis : du latin amatus « aimé » et deus « Dieu », c'est-à-dire « aimé de Dieu »
- (m) Amélien : masculin d'Amélie, de amal « actif, zélé, laborieux »
- (m) Amic : du latin amicus, ami
- (m) Amiel : du germanique amal, «actif, zélé, laborieux »
- (m) Amour : du latin amor « amour »
- (m) Anastase : du grec anastasis « fait de (se) relever, résurrection »
- (m) Anatole : du grec anatolios « qui se trouve au Levant »
- (m) Ancelin : du latin ancilla « servante »
- (m) Andéol : variante d'André
- (m) Andoche : du grec anêr, andros « homme »
- (m) André : du grec andros, « homme », « viril »
- (x) Ange ou Angelin : du grec agellos « messager »
- (m) Angilbe ou Angilbert ou Anglebert : du germanique engil « ange » et behrt « brillant »
- (m) Angilran : variante d'Enguerrand, du germanique engil « ange » et hramm « corbeau »
- (m) Angoustan : variante d'Auguste
- (m) Anicet : du grec aniketos « invincible »
- (x) Anne : du sémitique hannah « grâce »
- (m) Annibal : du sémitique hannah « grâce » et baal « seigneur »
- (m) Anthelme ou Antheaume ou Anthime : variantes de Anselme
- (m) Antide : du latin antidus « qui surpasse, excellent »
- (m) Antoine ou Anthoine : du latin Antonius « inestimable »
- (m) Antonin : variante d'Antoine
- (m) Ansbert : du germanique ans, nom de divinité et berht « brillant, célèbre »
- (m) Apollinaire : du grec apollinaris « qui concerne Apollon »
- (m) Aquilin : du latin aquilinus « d'aigle »
- (m) Arcade : du grec Arkadia « Arcadie », région de l'ancienne Grèce, au centre du Péloponnèse
- (m) Archambaud ou Archambeau : variantes d'Archibald
- (x) Archange : du grec arkhê « puissance » et dagellos « messager »
- (m) Archambaud ou Archambault : du germanique ercan « naturel, excellent » et bald « audacieux »
- (m) Ariste ou Aristion : du grec aristos « supérieur »
- (m) Aristide : du grec aristos « supérieur » et eidos « genre, espèce »
- (m) Armand : du germanique hart « fort » et mann« homme »
- (m) Armel : du celtique arz « ours » et moel « prince «, c'est-à-dire « prince ours »
- (m) Arnould, Arnoud, Arnoult, Arnout ou Arnalde : variantes d'Arnaud
- (m) Arnaud, Arnauld, Arnault, Arnaut : du germanique arn « aigle » et wald « gouverner »
- (m) Arsène : du grec arsenios « mâle »
- (x) Arsinoé : variante d'Arsène ou féminin d'Arsène
- (m) Arthaud : du germanique hard « dur » et ald « ancien »
- (m) Arthème : masculin d'Artémis
- (m) Arthur ou Arthus ou Artus : du celtique arz (arth) « ours »
- (m) Ascelin : du francique azzelin « noble »
- (m) Astolphe : du lombard "aistulf" « loup violent »
- (m) Athanase : du grec athanathos « immortel »
- (m) Aubin : du latin "albinus" « blanc »
- (m) Aubry : du germain alb « elfe » et ric « puissant »
- (m) Audebert : du germanique alda « ancien » et behrt « célèbre »
- (m) Audouin : du germanique alda « ancien » et win « ami »
- (m) Audran ou Audric : variantes d'Aldric
- (m) Auguste ou Augustin : du latin augustus « consacré par les augures, vénérable »
- (m) Aurèle ou Aurélien : du latin aureolus « couvert ou orné d'or »
- (m) Aurian : du latin aurum « or »
- (m) Auxence
- (m) Aymar ou Aymard : du germanique halm « clan familial » et mar « illustre »
- (m) Aymeric : du germanique Haim et Ric, maison et riche, puissant
- (m) Aymon ou Aymond : variante de Raymond

### B
- (m) Baptiste : du grec baptizein « plonger dans l'eau, immerger »
- (m) Barnabé : du latin Barnabas, anthroponyme en grec ancien
- (m) Barthélemy : d'origine hébraïque, biblique
- (m) Bartimée : de l'araméen bar « fils » et du grec timè « honneur »
- (m) Bartolomé : dérivé de Barthélémy
- (m) Basile : du grec basileus « roi »
- (m) Bastien : du grec sebastos « vénéré, vénérable »
- (m) Baudouin : du germanique bald « audacieux » et win « ami »
- (m) Bénigne : du latin benignus « bienveillant »
- (m) Benjamin : d'origine hébraïque, biblique
- (m) Benoît : du latin benedictus « béni (par Dieu) »
- (m) Béranger  ou Bérenger : du germanique beran « ours » et gari « lance »
- (m) Bérard : du germanique berth « brillant » et hard « fort »
- (m) Bernard : du germanique beran « ours » et hard « fort »
- (m) Bertrand : du germanique hramm « corbeau » et de behrt « brillant »
- (m) Blaise : vient du latin blaesus « qui bégaie »
- (m) Bohémond : de l'hébreu Béhémoth (créature biblique), symbolisant un homme grand et fort. Surnom porté par Bohémond Ier d'Antioche
- (m) Bon : du latin bonus « bon »
- (m) Boniface : du latin bonifacies « qui a bonne mine »
- (m) Bouchard
- (m) Briac : saint breton
- (m) Brice : du latin brictius, lui-même dérivé du celtique brictia « magie, enchantement »
- (m) Brieuc : du breton brieg « digne »
- (m) Bruno : du germanique brun, armure ou bouclier, ou du latin brunus, désignant la couleur brune
- (m) Brunon : du germanique brun « armure »

### C
- (m) Calixte ou Calliste: du latin Callistus, repris au grec Kallistos, « le plus beau »
- (m) Camélien : du latin Camelianus, Évêque de Troyes au VIe siècle
- (x) Camille : du latin camillus, terme désignant l'assistant du prêtre romain quand ce dernier procédait à un sacrifice
- (m) Camillien: du latin Camillianus
- (m) Candide : du latin candidus « blanc »
- (m) Caribert : du germanique hari « armée » et berth « brillant »
- (m) Carloman
- (x) Cassandre
- (m) Cassien: du latin Cassianus
- (m) Cédric : du vieil anglais kad « guerre » et rik « roi, seigneur », c'est-à-dire « seigneur de guerre »
- (x) Céleste: du latin Cælestius
- (m) Célestin: du latin Cælestinus
- (m) Célien: du latin Cælianus
- (m) Césaire: du latin Caesarius
- (m) César : du latin cæsar, nom d'une illustre famille romaine
- (m) Charles : du germanique karl « homme »
- (m) Charlemagne : du latin Carolus Magnus, littéralement « Charles le Grand », en référence à l'empereur Charlemagne
- (m) Childebert
- (m) Childéric
- (m) Chilpéric
- (m) Clodion : fait référence à Clodion le Chevelu, roi des Francs Saliens qui fut arrière-grand-père de Clovis
- (m) Chrétien
- (m) Christian : du grec khristos « oint du Seigneur », terme employé pour désigner Jésus-Christ
- (m) Christodule : du grec khristodoulos « esclave du « Christ »
- (m) Christophe : du grec christophoros « qui porte le Christ »
- (m) Chrysole
- (m) Chrysostome : du grec chrysostomos « Bouche d'or », en référence à Jean Chrysostome
- (x) Claude : du nom d'homme latin Claudius, de l'adjectif claudus,  « boiteux »
- (m) Claudien: du latin Claudianus
- (m) Cléandre
- (m) Clément : masculin de Clémence
- (m) Clothaire ou Clotaire
- (m) Clovis : du nom d'homme mérovingien Chlodowic, du germanique  hlod , gloire, renommée et wig, combat
- (m) Colin : diminutif de Nicolas
- (m) Côme
- (x) Constance
- (m) Constant
- (m) Constantin : variante de Constant
- (m) Corentin : prénom originaire de la ville de Quimper en Bretagne
- (m) Corneille : du latin cornix, corbeau
- (m)Cyprian ou Cyprien : « qui vient de Chypre »
- (m) Cyriaque
- (m) Cyrille ou Cyril : du grec kyrillos, adjectif dérivé de kyrios « seigneur »

### D
- (m) Dagobert
- (m) Damien : du grec daimon « ange »
- (m) Daniel : de l'hébreu dan « juger » et El « Dieu », c'est-à-dire « jugement de Dieu »
- (m) David
- (m) Delphin
- (m) Denis : du grec Dionysos, nom du dieu du théâtre, du vin et des plaisirs
- (m) Désiré
- (m) Didier : du latin Desiderius, nom du dernier roi lombard
- (m) Dieudonné : variante d'Adéodat
- (x) Dominique : du latin dominicus « qui concerne le Seigneur »
- (m) Domitien: du latin Domitianus
- (m) Donat: du latin Donatus, donné (à Dieu)
- (m) Donatien : du latin Donatianus
- (m) Dorian : du grec doron « don, présent »
- (x) Dorothée : du grec doron « don, présent » et thêos « Dieu », c'est-à-dire « don de Dieu »

### E
- (m) Edgard : du germanique od, richesse et gari, lance
- (m) Edmond : du germanique od, richesse et mund, protection
- (m) Édouard : de l'anglo-saxon formé sur les racines ed qui signifie richesse et wardan qui signifie garder, protéger, soit le Gardien des richesses
- (m) Efflam ou Efflamm : prénom breton, composé de deux mots; le premier pourrait être aelf, elfe, le second flam(m), brillant, ardent
- (m) Éleuthère : du grec eleutheria, liberté
- (m) Élisée : de l'hébreu Eli, mon Dieu, et yesah, sauve
- (m) Éloi : Du latin classique Eligius, formé à partir du latin eligere, « choisir », utilisé avec la valeur de « élu [de Dieu] »
- (m) Elouan ou Elouann : du celtique Eu (bon) et Lou (lumière).
- (m) Élzéar : de l'hébreu Dieu se souvient
- (m) Émile ou Émilien : du latin Aemilius nom d'une importante famille romaine
- (m) Emmanuel : de l'hébreu immanou El qui signifie Dieu est avec nous.
- (m) Enguerrand : du germanique Engilramm ou Angilramm, de Engil, ou Angil le peuple des Angles (ou ang, pointe de l'épée), et hramm qui signifie corbeau.
- (m) Éphrem : prénom biblique.
- (m) Épiphane : du grec epi, sur et phainem, paraître
- (m) Éric : du germanique ei, toujours ou einn, un et ric, puissant
- (m) Ernest
- (m) Erwan : prénom breton
- (m) Esprit : en référence au Saint-Esprit.
- (m) Estèphe ou Estève : formes dérivées d'Etienne
- (m) Étienne : du grec stéphanos qui signifie Couronné
- (m) Eubert : du germanique berht, brillant
- (m) Eudes : cas sujet du prénom Odon, lui-même du germanique od qui signifie Richesse
- (m) Eudon : dérivé d'Eudes
- (m) Eudoxe : du grec eu, bien, et doxa, la doctrine
- (m) Eugène : du grec eugenes qui signifie Bien-né
- (m) Eusèbe : du grec eusebé, pieux
- (m) Eustache : du grec eustachios, bon épi
- (m) Euthyme : du grec
- (m) Évariste : du latin : evagor, se propager
- (m) Évrard : du germanique eber, sanglier et hard, dur
- (m) Exupère : du latin

### F
- (m) Fabien : du latin fabianus se référant à la gens Fabia ; faba signifiant « fève »
- (m) Fabrice : du latin Fabricius, issue du terme faber qui signifie « forgeron »
- (m) Fantin : du latin Fantinus.
- (m) Félicien : dérivé de Félix et Félicité
- (m) Félicité : du latin felicitas, chance.
- (m) Félix : du latin Felix, heureux ou bonheur.
- (m) Ferdinand : du wisigotique Fridunand composé du gotique occidental *fridu « paix » et nand (sur nanþjan « oser »)
- (m)Fernand : forme contractée de Ferdinand
- (x) Fetnat : (désuet) forme abrégée de fête nationale sur les calendriers (14 juillet)
- (m) Fiacre : du gaëlique fiach, corbeau
- (m) Fidèle : du latin fides, la foi
- (m) Firmin : du latin Firminus, issue du terme firmus « solide » + suffixe -in
- (m) Flavien : du latin Flavianus, issue du terme flavus, qui veut dire « blond »
- (m) Florent : du latin Florentius, issue du terme florens, signifiant « florissant, en fleur »
- (m) Florentin : du latin Florentinus
- (m) Florestan
- (m) Florian : du latin floraison
- (m) Florimond : hybride de Flor ( florens ou masculin de la déesse Flore) et du germanique mund, hauteur
- (m) Fortuné
- (m) Foucauld : du germanique folc, peuple et waldan, gouverner
- (m) Foulques : d'origine germanique de folc, peuple
- (m) Francisque : dérivé de François
- (m) Francis
- (m) François, et ses dérivés composés (François-Joseph, François-Xavier, etc.) : forme ancienne du mot français, du latin franciscus (germanique frankisk), qui signifie « de France, du pays des Francs »
- (m) Frédéric : du vieux haut allemand fridu qui signifie « paix » et rīc, rîh qui signifie « puissant », a remplacé les formes Fréry, Ferry issues du germanique et restées comme patronymes
- (m) Fulbert : du germanique fulc qui signifie « peuple » et berht qui signifie « brillant, illustre »
- (m) Fulcrand
- (m) Fulgence

### G
- (m) Gabriel
- (m) Gabin
- (m) Gaël
- (m) Garnier
- (m) Galeran : déformation de Waleran (comme Galles et Wales)
- (m) Gaston : de saint Vaast
- (m) Gaspard
- (m) Gatien
- (m) Gautier
- (m) Gédéon : de l'hébreu guide'on, référence au juge biblique Gédéon
- (m) Geoffroy
- (m) Georges
- (m) Gérard : formé d'après gari (lance) et hard (dur)
- (m) Géraud : vient de l'ancien germanique ger qui veut dire lance et de wald, gouverner, soit maître de la lance
- (m) Gerbert : du germanique: gar, lance et berht, brillant
- (m) Germain : du latin germanus du même sang
- (m) Gervais
- (m) Ghislain
- (m) Gilbert
- (m) Gilles : du latin Aegidius
- (m) Girart
- (m) Godefroy
- (m) Gondebaud
- (m) Gonthier
- (m) Gontran
- (m) Gonzague
- (m) Grégoire : du latin Gregorius emprunté au grec Grêgorios du verbe grêgorein signifiant veiller ou être éveilé
- (m) Grégory et Grégori : formes occitanes anciennes de Grégoire
- (m) Guérin
- (m) Gui
- (m) Guillaume : du germanique will, volonté et helm, casque ou heaume
- (m) Gustave : du vieux suédois götstaf . Probablement du nom ethnique Gaut, Goths et de stafr, soutien
- (m) Guy
- (m) Guyot
- (m) Gwenael

### H
- (m) Hardouin
- (m) Hédelin : variante d'Adelin
- (m) Hélie
- (m) Hélier
- (m) Henri : du germanique heim qui signifie maison et rik, roi
- (m) Herbert : du germanique hari qui veut dire armée et berht signifiant brillant
- (m) Herluin
- (m) Hervé
- (m) Hideo
- (m) Hilaire
- (x) Hippolyte : du grec
- (m) Honoré : du latin honoratus
- (m) Horace: du latin Horatius, du nom d'une famille romaine (la gens Horatia)
- (m) Hubert : du germanique hug qui veut dire intelligent et behrt signifiant brillant
- (x)  Hyacinthe : du latin Hyacinthus emprunté au grec Huakinthos, désignant une pierre précieuse et une fleur (en français jacinthe)

### I
- (m) Ildefonse : du germanique, hild, « combat »  et funs, « rapide »

- (m) Innocent
- (m) Irénée : du grec εἰρήνη, eirếnê, signifiant « paix »
- (m) Isaac : du latin Isaac, pris au grec biblique Isaak, de l'hébreu Yitṣḥ'āq, rattaché au verbe tsahaq, rire : « Abraham rit »
- (m) Isaïe : de l'hebreu Yeshayahu, « l'Éternel sauve»
- (x) Isabeau
- (m) Isidore
- (m) Itier, Ithier ou Ytier : du germanique îd, « travail » et hari, « armée »

### J
- (m) Jacky
- (m) Jacob
- (m) Jacques
- (m) Jacques-André
- (m) James : [ʒam], ancienne forme de Jacques, conservée par l'anglais.
- (m) Jason : du grec ancien Ἰάσων / Iásōn, « le guérisseur »
- (m) Jean et tous ses dérivés composés : Jean-Baptiste, Jean-Bedel, Jean-Bernard, Jean-Charles, Jean-Christophe, Jean-Claude, Jean-Daniel, Jean-François, Jean-Jacques, Jean-Louis, Jean-Loup, Jean-Luc, Jean-Marc, Jean-Marie, Jean-Michel, Jean-Pascal, Jean-Paul, Jean-Philippe, Jean-Pierre, etc.
- (m) Jeannot : diminutif de Jean
- (m) Jérémie : de l'hébreu יִרְמְיָהוּ, yirməyāhū signifiant « Dieu élève »
- (m) Jérôme
- (m) Jessé
- (m) Joachim
- (m) Job : de l'hébreu iyyôb qui signifie « celui qui se repent, qui revient vers Dieu »
- (m) Jocelyn
- (m) Joël : de l'hébreu יוֹאֵל, yoél
- (m) Jonas
- (m) Jonathan : de l'hébreu יְהוֹנָתָן, yehonatán
- (m) José : forme française ancienne de Joseph
- (m) Joseph
- (m) Joseph-Marie
- (m) Josse
- (m) Josselin
- (m) Jourdain
- (m) Jude
- (m) Judicaël
- (m) Jules: du latin Julius , nom d'une importante famille romaine (la gens Julia)
- (m) Julien: du latin Julianus
- (m) Juste: du latin Justus
- (m) Justin : du nom d'homme latin, Justinus, dérivé de justus, « qui observe le droit », « juste »

### L
- (m) Lambert : du germanique land, « pays » et berht, « brillant »
- (m) Lancelot
- (m) Landry : du germanique land, « pays » et rik, « roi »
- (m) Laurent : du nom d'homme Laurentius, dérivé de l'ancienne ville Laurentum, du latin laurus, « laurier »
- (m) Lazare : de l'hébraïque El-azar, « Dieu a secouru », référence à saint Lazare de Béthanie
- (m) Léandre : du latin leo, « lion » et grec andros, « homme »
- (m) Léon : du latin leo qui signifie « lion »
- (m) Léonard : du latin leo, « lion » et du germanique hard, « courageux »
- (m) Léopold : du germanique liut, « peuple » et bald, « audacieux »
- (m) Leu : de l'ancien français leu, « loup »
- (m) Leufroy
- (m) Libère : du nom d'homme latin Liberius,
- (m) Libert : de l'ancien français libert, « affranchi » (latin libertus)
- (m) Lilian
- (m) Lionel
- (m) Loïc
- (m) Longin : du latin longus, « long », référence à saint Longin le Centurion
- (m) Lorrain : de la région Lorraine, issu du latin Lothari regnum, « royaume de Lothaire »
- (m) Lothaire : du germanique hlod, « gloire» et hari, « armée »
- (m) Louis : du nom d'homme carolingien Hlodowig , du germanique hlod, « gloire », renommée et wig, « combat »
- (m) Louis-Auguste
- (m) Loup: du latin Lupus
- (m) Luc : du latin Lucas, de Lucanus, « celui qui vient de Lucanie » (la Basilicate)
- (m) Lucien : du latin Lucianus nom d'homme dérivé de Lucius traditionnellement rattaché au nom commun lux, lucis,  « lumière du jour, né à l'aube »
- (m) Ludolphe : du germanique hlod qui signifie « gloire, renommée » et de wolf qui signifie « loup »
- (m) Ludovic : du germanique hlod qui signifie « gloire, renommée » et wig qui signifie « combat » (en passant par le latin médiéval)

### M
- (m) Macaire : du grec makarios, bienheureux, référence aux Béatitudes
- (m) Maël : du celtique mael, qui signifie maître ou prince.
- (m) Maixent : du latin Maxentius qui donne aussi Maxence.
- (m) Malo : du gallois mach qui signifie gage et lou qui signifie lumière, c'est-à-dire Otage de la Lumière
- (m) Mamert
- (m) Manassès ou Manassé : de l'hébreu מנשה [me'na'sheh], celui qui fait oublier
- (m) Marc
- (m) Marceau : Dédié à Mars, dieu romain de la guerre
- (m) Marcel
- (m) Marcelin ou Marcellin
- (m) Marin : du latin marinus, dérivé de mare (« mer »).
- (m) Marius
- (m) Martial : du latin martius, guerrier
- (m) Martin : du latin Martinus, dérivé de Mars, dieu romain de la guerre.
- (m) Mathieu ou Matthieu : de l'hébreu matith qui signifie don et Yâh qui signifie Dieu, c'est-à-dire Don de Dieu
- (m) Mathurin
- (m) Matthias ou Mathias
- (m) Maugis
- (m) Maurice ou Mauricet : du latin maurus, maure
- (m) Maxence: du latin Maxentius
- (x) Maxime: du latin Maximus
- (m) Maximilien
- (m) Mayeul
- (m) Médéric
- (m) Melchior : de l'hébraïque melek, roi
- (m) Mence
- (m) Merlin
- (m) Mériadec
- (m) Mérovée
- (m) Michel
- (m) Moïse
- (x) Morgan : du breton mor, la mer et g soit né de la mer, variante plus communément masculine de Morgane

### N
- (m) Napoléon : d'origine italienne, Napoli (Naples c'est-à-dire Neapolis) et Leone (lion).
- (m) Narcisse : du grec narkissos, narcisse
- (m) Nathan
- (m) Naudet : hypocoristique d'Arnaud
- (×) Nazaire : étymologie hébraïque, de nazir signifiant « mis à part, consacré ».
- (m) Néhémie : de l'hébraïque Ne'hemya, « YHWH a consolé », référence au personnage biblique Néhémie
- (m) Nicéphore : du grec nikê-phoros, « porteur de la victoire »
- (m) Nicodème : du grec nikê et dêmos, signifiant victoire du peuple.
- (m) Nicolas ou Nicolin : du latin Nicolaus emprunté au grec Nikolaos de nikê « victoire» et laos « peuple »
- (m) Nizier : du grec nikê signifiant « victoire ».
- (m) Noé : de l'hébraïque נוֹחַ, nóakh, consolation, référence au patriarche Noé
- (m) Noël : du latin natalis, « natal, relatif à la naissance » (référence à la naissance de Jésus de Nazareth)
- (m) Normand : prénom canadien, francisation du prénom anglais Norman, du germanique north « nord » et man(n) « homme », c'est-à-dire « homme du nord », en référence aux Normands

### O
- (m) Octave : du latin octavus, le huitième
- (m) Octavien : dérivé d'Octave.
- (m) Odilon
- (m) Odon
- (m) Oger
- (m) Olivier
- (m) Onesime : du grec utile, secourable
- (m) Oury
- (m) Oscar
- (m) Orson

### P
- (m) Pacôme : du copte Pa qui signifie « père » et Côme
- (m) Parfait
- (m) Pascal : du latin pasqualis signifiant « Qui se rapporte à la fête de Pâques »
- (m) Paterne
- (m) Patrice : du latin patricius « patricien »
- (m) Paul, et ses dérivés composés (Paul-Loup, Paul-Henri, etc.) : du latin paulus qui signifie « petit, humble »
- (m) Paulin : dérivé de Paul
- (m) Pépin
- (m) Perceval
- (m) Philémon
- (m) Philibert
- (m) Philippe : du grec philippos qui signifie « ami des chevaux »
- (x) Philothée
- (m) Pie : du latin pius « pieux »
- (m) Pierre et tous ses dérivés composés : Pierre-Alexandre, Pierre-André, Pierre-Antoine, Pierre-Augustin, Pierre-Claude, Pierre-Emmanuel, Pierre-François, Pierre-Jean, Pierre-Louis, Pierre-Philippe, Pierre-Marie, etc.
- (m) Pierrick : diminutif de Pêr, forme bretonne de Pierre
- (m) Prosper
- (m) Prudent

### Q
- (m) Quentin : du latin quintus soit cinq, le cinquième
- (m) Quirin : du latin Quirinus, ancien dieu romain

### R
- (m) Rainier ou Régnier : du proto-germanique, composé de raginą (« conseil ») et hari (« armée »)

- (m) Raphaël
- (m) Raoul : du germanique Radwulf, sur rad « conseil » et wulf « loup »
- (m) Raymond : du germanique ragin « conseil » et mund « protection »
- (m) Raynald ou Reynald : dérivés de Reginald
- (m) Régis : du latin rex, regis qui signifie « roi »
- (m) Réginald : de ragin « conseil »  et waldan « gouverner » > -ald (voir sufixe français -aud)
- (m) Rémi ou Remi ou Rémy ou Remy : du latin remigius signifiant « rameur »
- (m) Renaud : du germanique ragin conseil et waldan « gouverner », même nom que Réginald
- (m) René : du latin renatus signifiant « né une nouvelle fois », allusion au sacrement chrétien du baptême
- (m) Reybaud : nom occitan, du germanique rad signifiant « conseil » et bald qui veut dire « audacieux »
- (m) Richard : du germanique rik qui veut dire « roi » et hard signifiant « fort »
- (m) Rigobert
- (m) Robert : du germanique hrod voulant dire « gloire » et berht qui signifie « brillant »
- (m) Roch: du nom de personne germanique hrok « repos » ou « corneille »
- (m) Rodolphe : du germanique hrod signifiant « gloire » et wolf qui veut dire « loup »
- (m) Rodrigue : de l'espagnol Rodrigo, issu du germanique hrod signifiant « gloire » et ric qui veut dire « puissant »
- (m) Roger : du germanique hrod qui veut dire « gloire » et gari « lance »
- (m) Roland : du germanique hrod qui signifie « gloire » et land « territoire »
- (m) Romain : du latin romanus « romain »
- (m) Romuald : du germanique rum et de walden qui signifie « régner »
- (m) Ronan : du breton signifiant « petit phoque »
- (m) Roselin : forme masculine de Roseline

### S
- (m) Salomon : de l'hébreu shalom « paix »
- (m) Samuel : de l'hébreu shmuel « Dieu a entendu »
- (m) Saturnin: du latin Saturninus
- (m) Sauveur : du latin salvator, titre donné au Christ
- (m) Savin
- (m) Savinien
- (x) Scholastique
- (m) Sébastien : du latin sebastianus issu du grec sebastos « honoré, glorieux »
- (m) Septime : du latin septimus signifiant « septième ».
- (m) Séraphin : de l'hébreu saraph « brûler »
- (m) Serge : du latin sergius, nom d'une très ancienne famille romaine
- (m) Sernin : diminutif de Saturnin
- (m) Servan : du latin servanus, peut-être dérivé du verbe servare, préserver, sauver
- (m) Séverin : du latin severus « grave »
- (m) Sidoine
- (m) Silvain : variante de Sylvain
- (m) Sigebert
- (m) Sigismond : du germanique sig qui signifie « victoire » et mund « protection »
- (m) Silvère : du latin silva« forêt » (cf. Sylvain et Sylvestre)
- (m) Siméon
- (m) Simon
- (m) Sixte : du latin Sixtus « sixième »
- (m) Sosthène : du grec sôs « intact » et sthenos « force », d'où le sens global « celui dont la force est intacte »
- (m) Stanislas : adapté du polonais Stanislaw, du vieux slave, stan, « se dresser »,« être debout » et slav, « gloire »
- (m) Stéphane ou Stéphan : du grec Stephanos « le couronné (de Dieu) », emploi particulier de stephanos « couronne »
- (m) Sylvain : du latin silva « forêt » (cf. Sylvère)
- (m) Sylvestre : du latin silvestris « de la forêt » (cf. Sylvère et Sylvain)
- (m) Symphorien

### T
- (m) Tancrède : du germanique tank signifiant « pensée » et rad qui veut dire « conseil »
- (m) Tanguy ou Tanneguy : du celtique brittonique tan « feu » et ki « chien » → « gardien, guerrier », soit « gardien du foyer »
- (x) Tarcise : de l'hébreu Tarcîs, de Tartessos, royaume espagnol centré sur le Guadalquivir
- (m) Taurin
- (m) Thaddée
- (m) Théodore : du grec thêos « Dieu » et doron « don, cadeau »
- (m) Théodose : du grec thêos « Dieu » et dosis « don, cadeau »
- (m) Théophile : du grec thêos « dieu » et philein « aimer »
- (m) Théophraste : du grec thêos, Dieu, et phrazein, expliquer
- (m) Thibault : du germanique theud « peuple » et bald, audacieux
- (m) Thibert ou Théodebert : du germanique theud « peuple » et berht « brillant, illustre »
- (m) Thierry ou Théodoric : du germanique theud « peuple » et rik « roi »
- (m) Thomas : de l'araméen toma, jumeau
- (m) Timoléon
- (m) Timothée : du grec timao « honorer », et thêos « dieu ».
- (m) Titien : de l'italien Tiziano
- (m) Titouan : hypocoristique d'Antoine.
- (m) Toussaint : prénom inspiré de la Toussaint
- (m) Trajan : du latin Traianus
- (m) Tristan : du brittonique drest « tumulte »
- (m) Turold : de l'anglo-scandinave Thorold, forme anglicisée du vieux norrois Þóraldr de Þór « (le dieu) Thor » et valdr « (le) dirigeant, (le) puissant »

### U
- (m) Ulysse : du latin Ulysse, lui-même du grec Ulysse (Οὐλίξης / Oulíxês), variante d’Ulysse (Ὀδυσσεύς / Odusseús), héros de l’Odyssée d'Homère.
- (m) Urbain: du latin Urbanus
- (m) Ursin
- (m) Ursmer ou Ursmar

### V
- (m) Valentin : du latin valentinus , issue du terme Valens qui signifie vigoureux, plein de force
- (m) Valère : du latin Valère qui signifie se montrer courageux et être bien portant ; dérivé de Valéry
- (m) Valéry : du germanique Walaric
- (m) Venance ou Venant : du latin venit, celui qui vient
- (m) Vianney : prénom inspiré du patronyme de saint Jean-Marie Vianney, dit le Curé d'Ars.
- (m) Victor : du latin victor qui signifie victorieux
- (m) Victorien
- (m) Victorin
- (m) Vigile : du latin vigil, « éveillé, gardien ».
- (m) Vincent : du latin vincere, « vaincre ».
- (m) Virgile : du latin virga, « pousse, sève ».
- (m) Vital ou Vitalien : issus du latin vitalis, signifiant le souffle vivifiant, ce qui entretient la vie, ce qui est vital
- (m) Vivien : du latin vividus qui signifie dynamique, ardent

### W
- (m) Waleran ou Walerand ou Walleran(d) ou Galleran(d) : du germanique wald « celui qui gouverne » ou walla « étranger » et hramm « corbeau »
- (m) Walfroy
- (m) Wandrille

### X
- (m) Xavier : du basque etchaberri qui signifie « maison neuve »
- (m) Xénophon : du grec xenos, étranger et phônê, voix

### Y
- (m) Yann
- (m) Yannick
- (m) Yvan
- (m) Yoann
- (m) Yves ou Yvon : nom francique Iwo, peut-être en rapport avec le nom de l'if : germanique commun *iwaz

### Z
- (m) Zacharie : de l'hébreu zukharya(h) qui signifie Jéhovah se souvient
- (m) Zaché
- (m) Zénobe : du grec zenobios.
- (m) Zéphirin ou Zéphir ou Zéphyr ou Zéphyrin : issus du grec zephuros, vent du Nord-Ouest dans les pays helléniques